# Keith Lehrer
Keith Edward Lehrer (* 10. Januar 1936) ist ein US-amerikanischer Philosoph. Er ist emeritierter Professor der University of Arizona. Früher lehrte er an der University of Rochester.

## Leben
Lehrer wurde in Philosophie von der Brown University promoviert, wo er unter Richard Taylor forschte.  Er arbeitete vor allem zur Erkenntnistheorie, zur Kohärenztheorie, zum freien Willen, zu Thomas Reid und zur Ästhetik.
Lehrer hat neun Bücher zur Philosophie und über 170 Artikel geschrieben. Bekannt geworden ist er durch seine Verteidigung der Kohärenztheorie der Rechtfertigung.  2005 wurde er in die American Academy of Arts and Sciences gewählt.
Lehrer hat auch als Maler gearbeitet.

## Schriften
Bücher
- Exemplars of Truth. Oxford University Press, Oxford 2019
- Art, Self and Knowledge. Oxford University Press, Oxford 2012
- Self Trust: A Study of Reason, Knowledge and Autonomy. Oxford University Press, Oxford 1997.
- mit James Cornman, George Pappas: Philosophical Problems and Arguments: An Introduction. 4. Auflage. Hackett, 1992.
- Metamind. Oxford 1990.
- Theory of Knowledge. Westview Press, 1990.
- Thomas Reid. Routledge, 1989.
- mit Carl Wagner: Rational Consensus in Science and Society: A Philosophical and Mathematical Study. Reidel, 1981.
- Knowledge. Oxford 1974.

Artikel
- Love and Autonomy. In: R. Lamb (Hrsg.): Love Analyzed. Westview Press, 1997.
- mit Adrienne Lehrer: Semantic Fields and Vectors of Meaning. In: Lexical Semantics, Cognition and Philosophy. B. Lewandowska-Tomaszcyzyk, Lødz University Press, 1998.
- Meaning, Exemplarization and MEtarepresentation. In: Dan Sperber (Hrsg.): Metarepresentation. (Vancouver Studies in Cognitive Science).
- Acceptance and Belief Reconsidered. In: P. Engel (Hrsg.): Belief and Acceptance. Kluwer (Philosophical Studies Series).
- Justification, Knowledge and Coherence. In: Erkenntnis.
- Rationality. In: J. Greco, E. Sosa (Hrsg.): Guidebook to Epistemology.
- Individualism versus Communitarianism: A Consensual Compromise. In: Proceedings of the Symposium at the World Congress of Philosophy. Boston, August 1998.
- Reid, Hume and Common Sense. In Reid Studies.

Herausgeberschaft
- mit Jeannie Lum, Beverly Slichta, Nicholas Smith: Knowledge, Teaching and Wisdom. Kluwer.
- mit Johann Marek: Austrian Philosophy, Past & Present. Kluwer
- mit Ernest Sosa: An Opened Curtain: A U.S.-Soviet Philosophical Summit. Westview
- mit Marjorie Clay: Knowledge and Skepticism. Westview, 1989.
- Science and Ethics. Rodopi, 1988.
- mit Ronald Beanblossom: Thomas Reid's Inquiry and Essays. Hackett, 1983.
- Analysis and Metaphysics: Essays in Honor of R. M. Chisholm. Reidel, 1975.
- mit Herbert Feigl, Wilfrid Sellars: New Readings in Philosophical Analysis. Appleton-Century-Crofts, 1972.
- mit Adrienne Lehrer: Theory of Meaning. Prentice Hall, 1970.
- Freedom and Determinism. Random House, 1966.